# ニュルンベルク-エアフルト高速線
ニュルンベルク-エアフルト高速線 (ニュルンベルク-エアフルトこうそくせん、ドイツ語: Schnellfahrstrecke Nürnberg–Erfurt) はドイツ連邦共和国バイエルン州ニュルンベルクのニュルンベルク中央駅とテューリンゲン州の州都エアフルトのエアフルト中央駅を結ぶ総延長190kmの高速鉄道路線である。

## 概要
欧州横断ネットワーク（TEN-T）の1号線（ベルリン - ミュンヘン - ローマ - パレルモ）の一部分である。ニュルンベルク - エーベンスフェルト間は在来線（ニュルンベルク - バンベルク線およびバンベルク - ホーフ線）を改良して高速化を行い、エーベンスフェルト - エアフルト間は新線を建設する。開業に伴いエアフルト - ニュルンベルク間の所要時間は約1時間20分に短縮された。北側はエアフルト-ライプツィヒ/ハレ高速線、南側はニュルンベルク-インゴルシュタット-ミュンヘン高速線に接続する。開業後はベルリン - ミュンヘン間の所要時間は約4時間に短縮された。

## 歴史

### 鉄道建設の背景

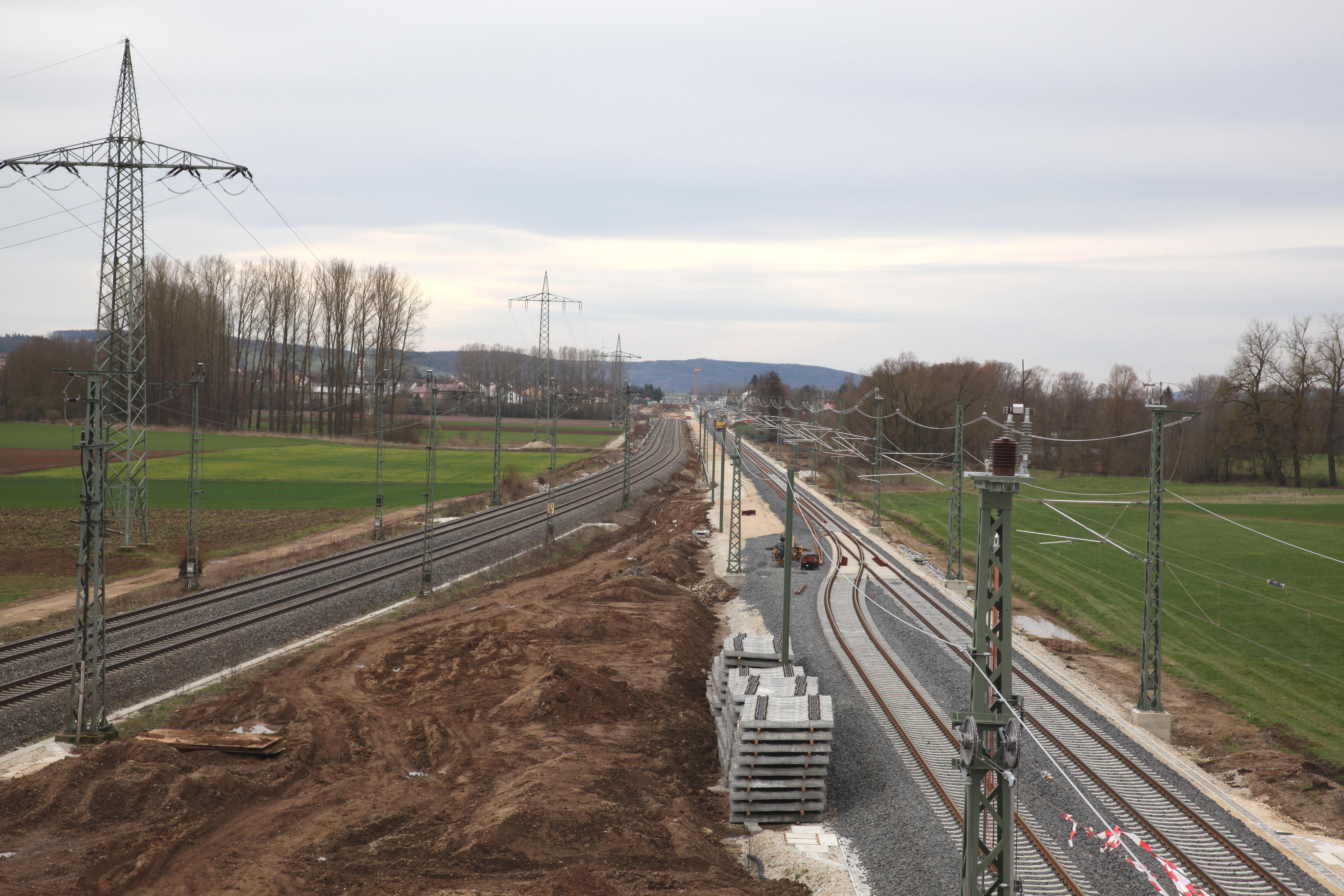
エーベンスフェルトの北側付近にて建設中の新線

ベルリン - ミュンヘン区間の幹線鉄道建設は1833年にフリードリヒ・リストが提案した時点から始まった。1851年にライプツィヒ - ホーフ線が開通したことで、ベルリンとミュンヘンは一応鉄道で連結されたものの、その鉄道網は様々な王国と公国の利害関係により形成されたことであった。1882年レーゲンスブルク - ホーフ区間が通行可能となったとき、遠距離列車の経路はその路線に移られた。1900年頃より遠距離輸送の比重はグロースヘリンゲン - ザールフェルト線で高くなって、1930年代にベルリン - ミュンヘン区間の電化工事はザール川の沿線で実行された。エアフルトはむしろベルリン - フランクフルト区間の通行に適合した。
東西ドイツ統一以後、ベルリン、ライプツィヒ、エアフルト、ニュルンベルク、ミュンヘン間の新線建設は急増する旅客および貨物運送量の予測から期待された。シュヴァインフルト - エアフルト区間、リヒテンフェルス-イェーナ区間など既存線路の改修工事は狭い谷、密集した居住地のため、生態に過重な影響を与える可能性があった。その故に走行時間の短縮と運行速度高まりの目標を達成するのは不可能であった。1991年3月中旬ドイツ連邦鉄道は高速線建設計画の課業を連邦交通省から引き受けた事実を公表した。1995年の計画案によれば、旅客列車の中でインターレギオナル列車は既存線路に配置されて、ICとICE列車は高速新線で通行する予定であった。高速線建設は「ドイツ連邦交通計画1992」に採択されて、連邦鉄道改修に関する法律は1993年11月15日に連邦議会で議決されて、同月25日に発効した。1994年この路線はEU首脳部会議で欧州縦断回廊（Transeutopäische Korridore）の部分として指定された。

### 建設計画
ドイツ連邦鉄道は1992年2月に三つの経路を次のように提示した。すなわち、第一にリヒテンフェルスから分岐しローディング、シュタットイルムを経てエアフルトに至る経路、第二にバート・シュタッフェルシュタインから分岐しコーブルク、グロースブライテンバッハ、シュタットイルムを経てエアフルトに至る経路、第三にエーベンフルトから分岐しコーブルク、アイスフェルト、グロースブライテンバッハ、アルンシュタットを経てエアフルトに至る経路であった。連邦鉄道の計画の反対者はバイロイト、ホーフを経由しザクセン州の西部を通過する経路を提案したが、その方案はフランケン森の42 kmトンネル建設方案と同じく放棄された。テューリンゲン森の基底トンネルを建設する方案は、地下水の高い水圧と掘進時放水の難しさのため却下された。
ドイツ国営鉄道は1991年夏に予備計画段階を進行した。調査報告書は国営鉄道の中央本部に提出された。その報告書のもとでドイツ再統一鉄道建設企画社（Planungsgesellschaft Bahnbau Deutsche Einheit mbH, PB DE）は1992年初に予備設計計画を発案して、中央本部が1992年末にその計画案を承認した。環境と生態を考慮する経路選定は当事者の州と連邦自然保護庁により調停された。1992年10月5日に連邦鉄道と国営鉄道の首脳部は新線建設を決議して、同月20日に土地利用方案（Raumordnungsverfharen）が導入された。1993年3月1日にバイエルン州は立場を表明して、ICE列車のコーブルク駅停車、生態系の敏感な部分の高架橋建設、信号場予定地の変更、在来線との平面交差連結などを要請した。翌月20日にテューリンゲン州は立場を表明して、インターレギオ列車のイルメーナウ地域停車、騒音減少および水源地保護を目的とする経路変更、新設の自動車道A71と束になる平行線路を要請した。
1993年12月に10段階の建設計画承認手続き（Planfeststellungsverfahren）が始まって、1995年に最後の段階に至った。1994年5月3日にツァプフェンドルフ - グループ・アム・フォルスト間に関する聴聞会が開始されて、8000件の抗弁書が論議された。1995年1月に自動車道A71との並行区間に関する建設計画承認手続きが実行された。新連邦地域に適用された交通計画促進法の根拠でエアフルト - アルンシュタット間の最初建設計画承認は1994年末すでに発効した。建設計画承認は初めに1995年5月24日2.11工区に、最後で1997年4月15日2.5工区に与えられた。

### 建設工事と中止、再開、開通
象徴的な起工式は1996年4月16日にアイシュレーベン駅予定地上に建設された地方道路高架橋の礎石配置とともに行った。同じ日に自動車道A71の建設が開始された。テューリンゲン州首相フォーゲル (Bernhard Vogel, 1932~ ) とバイエルン州経済相ヴィースホイ（Otto Wiesheu, 1944~ ）は環境運動家の抗議を受けても祝辞を続けた。また、内閣は既存建設計画の在検討について合議した。1999年5月30日に工事中止が新線の一部区間について公表された。PB DEは国家との資金調達合議の不足を根拠として示した。1999年5月までおよそ6億5000万マルクがプロジェクト関連会社に投入されたことがわかった。1999年7月7日にミュンテフェーリング交通・建設・住宅相はシュトイバーバイエルン州首相に高速鉄道建設の一時的中止を通報して、その内容によると、高速鉄道建設の高費用のため、バイエルン州、テューリンゲン州、ザクセン州、ザクセン＝アンハルト州の主要プロジェクト実行が不可能であった。連邦政府は、既存鉄道を改修・強化するドイツ鉄道の戦略を認めた。一方、工事中止決定はテューリンゲン州で紛争を起こして、フォーゲル州首相は自分の立場・見解と違っても、仕方なくて中止決定の修正を連邦政府に要求した。
2000年の初めに段階的な工事計画が発表されて、エアフルト - イルメーナウ区間を確定しエーベンフルトまでの区間工事を後で調査して決定する方案であった。2002年3月中旬連邦政府は工事中止装置を取り消して、同月10日シュレーダー連邦首相が党内会議で演説した時に、高速鉄道工事に関する政府支援を言及した。2000年から2002年までDBプロジェクト交通施設建設（DB Projekt Verkehrsbau GmbH, PVB）が、2003年以後DBプロジェクト建設（DB ProjektBau GmbH）が鉄道建設プロジェクトを担当した。
イルメーナウ - エアフルト間の線路と構造物は、三つのトンネルと高架橋を含めて、2005年末にほとんど完成した。コーブルクではイツ川高架橋およびコーブルク - エルンストタール線の連絡線線におけるトンネルと高架橋が2005年に骨組みで建てられた。2006年6月にグリーンペンタール高架橋の建設予備作業が、秋にフロシュグルントゼー高架橋が同じ構造で建設する準備業務が開始された。2008年2月29日ミューストンネルの工事は開始されて、年末まで全ての構造物工事日程は一応確定された。2008年3月30日にブレースベルク鍾乳洞がトンネル工事予備作業の際に発見された。工事が長期化となったので、ドイツ鉄道は、開通時期の機能保証の目的で、すでに建てられた構造物について定期的な整備プログラムを実施した。
ピューヒッツでは建設前考古学調査の過程で新石器時代の遺物が2010年中期まで多数掘り出された。2010年9月に軌道（Oberbau）および電車線工事がエアフルト - イルメーナウ間で開始された。イルメーナウ以南区間の電車線工事は2015年まで実行されて、特にコーブルク - イルメーナウ間のおよそ44 km距離の電車線について、防風および防音装置設置が契約された。イルメーナウ＝ヴォルフスベルク駅は本来なら旅客駅として企画されたが、2011年に計画は信号場設置に変更された。イルム郡は2012年7月にテューリンゲン州上級行政裁判所に変更案に対して提訴した。ドイツ鉄道の立場は停車駅に必要な施設は後で設備できることであった。2012年8月にホェーンベルクトンネルが貫通されて、それがドイツ統一の八番交通プロジェクト（Verkehrprojekt Deutsche Einheit Nr. 8, VDE8）で最後のトンネル貫通であった。2013年6月に北コーブルク連結線が開通されて、線路、建材の輸送が可能となった。2014年11月にドイツ鉄道は新線区間の橋梁工事が全部完了した事実を公表した。
開通予定日は数回延期されて、実際開通日は2015年7月に予測された。バンベルク周辺の新線連結は環境保護団体の提訴のため危険であると見なされた。2016年2月に最初の一部区間の試運転が20 km/hの速度で実行された。2016年10月中旬に建設工事が完了して、11月に330 km/hの高速試運転が開始された。列車制御および保安装置は2017年3月まで備えられて、8月末まで承認された。2017年8月22日の試運転はETCS装置の制御と指令を加えて実施された。ETCS装置は2017年8月以来ライプツィヒとミュンヘンのセンターより統制されて、その頃乗務員、運転士、整備員向けの状況統制訓練が開始された。
連邦鉄道庁は2017年12月8日に新線区間の正式車両通行を最終的に承認した。同じ日に開通式が開いて、メルケル連邦首相、州首相数人、ルッツ（Richard Lutz, 1964~ ）DB取締役など多数の要人が試乗列車を利用した。エアフルト - エーベンスフェルト間の新線は2017年12月10日に開業した。エーベンスフェルト - ニュルンベルク間にも高速新線を建設する計画は存在するが、完成予定は2028年以降である。

## 駅
- ニュルンベルク中央駅
- フュルト中央駅（ドイツ語版）
- エアランゲン駅（ドイツ語版）
- バンベルク駅（ドイツ語版）
- エーベンスフェルト駅
- エアフルト中央駅（ドイツ語版）

## 運行形態
- ICE 18: ミュンヘン - ニュルンベルク - バンベルク - エアフルト - ハレ - ベルリン - ハンブルク。
- ICE 28: ミュンヘン - ニュルンベルク - バンベルク - エアフルト - ライプツィヒ - ベルリン - ハンブルク。
- 快速列車（RE 19）: ニュルンベルク - エアランゲン - バンベルク - コーブルク - ゾンネベルク。